# Islas mayores de la Sonda
Las islas mayores de la Sonda son un grupo de islas en la parte occidental del archipiélago malayo. Las islas en el grupo incluyen:
- Borneo
- Java
- Célebes
- Sumatra

El grupo está dividido políticamente entre Brunéi, Indonesia y Malasia.
Junto con las islas menores de la Sonda, al este, conforman las islas de la Sonda.
- Datos: Q165481
- Multimedia: Greater Sunda Islands / Q165481